# Teatro de Ópera y Ballet Académico Estatal de Azerbaiyán
El Teatro de Ópera y Ballet Académico Estatal de Azerbaiyán (en azerí: Axundov adına Azərbaycan Dövlət Akademik Opera və Balet Teatrı) es un teatro de ópera en Bakú, Azerbaiyán. Fue construido en 1911. El teatro fue construido a petición del empresario millonario Daniel Mailov y financiado por el magnate multimillonario azeri Zeynalabdín Taghíyev. Según una leyenda urbana, Mailov y su hermano no fueron invitados al baile de inauguración de la casa de un famoso cantante de ópera de Bakú cuya nueva casa (ahora la sede de SOCAR) fue una de las piezas más destacadas de la arquitectura de la ciudad.
Por tanto, los Mailovs decidieron erigir un edificio de su propiedad superando la falta de tacto de la cantante. En 1910, la famosa soprano rusa Antonina Nezhdánova visitó Bakú dando varios conciertos en diferentes clubes y lugares de espectáculos.
Según lo prometido, Taghíyev pagó todos los gastos. La inauguración oficial del Teatro de los Mailovs estaba programado en 28 de febrero de 1911.